# The Glorification of Sadness
The Glorification of Sadness è il sesto album in studio della cantante britannica Paloma Faith, pubblicato nel 2024.

## Tracce
1. Sweatpants – 3:31
2. Pressure (featuring Kojey Radical) – 3:44
3. God in a Dress – 3:41
4. How You Leave a Man – 3:34
5. There's Nothing More Human Than Failure – 1:19
6. Bad Woman – 2:44
7. Cry on the Dance Floor – 4:13
8. Say My Name – 2:55
9. Let It Ride – 3:20
10. The Big Bang Ending – 0:41
11. Eat Shit and Die – 3:12
12. Divorce – 4:21
13. Hate When You're Happy – 3:53
14. Enjoy Yourself – 2:52
15. I Am Enough – 4:05
16. Mirror to Mirror – 0:36
17. Already Broken – 4:04